# Ichiyō Higuchi
Ichiyō Higuchi (jap. 樋口 一葉  Higuchi Ichiyō; ur. 2 maja 1872, zm. 23 listopada 1896) – pseudonim literacki japońskiej pisarki i poetki z czasów okresu Meiji, właśc. Natsu Higuchi (jap. 樋口 奈津 Higuchi Natsu), znanej również jako Natsuko Higuchi (jap. 樋口 夏子 Higuchi Natsuko).

## Życiorys
Urodziła się w 1872 w Uchisaiwai (obecnie część tokijskiej dzielnicy Chiyoda), jako druga córka i piąte dziecko w rodzinie samurajskiej klasy społecznej. Jej rodzina miała sklep, w którym mała Natsuko uwielbiała przesiadywać, przeglądając ilustrowane książki. Ojciec, osoba ambitna, od początku zauważył jej wyjątkowe zainteresowanie literaturą i całkowicie je aprobował. Ze strony matki, która uważała, że kobieta musi przede wszystkim potrafić szyć, prasować (jap. 洗張り; arai-hari) i prowadzić gospodarstwo, nie znalazła jednak zrozumienia dla swojej pasji i w wieku jedenastu lat, pomimo dobrych wyników w nauce w szkole podstawowej i zachęt ojca do jej kontynuowania, zdecydowała się przerwać edukację. O wyborze napisała później w swoim pamiętniku: "Ta decyzja śmiertelnie mnie zasmuca, ale rzuciłam szkołę".
W wieku 14 lat powróciła do nauki dzięki ojcu, który zapisał ją do szkoły Hagino-ya, która uczyła kaligrafii, literatury klasycznej, a przede wszystkim japońskiej poezji tzw. waka (jap. 和歌 waka). Akademia Hagino-ya, była szkołą elitarną, w której uczyło się ponad tysiąc dzieci z japońskiej szlachty, a nawet rodziny cesarskiej. Pilność i talent Natsuko zostały zauważone i została wybrana asystentką jednego z wykładowców.
Gdy miała piętnaście lat, w wyniku choroby zmarł jej najstarszy brat i Natsuko zmuszona była ponownie przerwać naukę. Dwa lata później odszedł podupadający na zdrowiu ojciec, sklep przestał przynosić dochody, a ponieważ pomiędzy matką a synami stosunki nie układały się najlepiej, we trzy (z matką i młodszą siostrą) pozostały same, zarabiając na życie szyciem, z trudem wiążąc koniec z końcem i pomału wyprzedając pozostały majątek.
W swoich planach miała jednak ambitniejsze zajęcie – chciała zostać pisarką. Zachęcona sukcesem literackim odniesionym przez koleżankę ze szkoły, rozpoczęła swe pierwsze prace literackie pod okiem, poznanego dzięki znajomym, dziennikarza Tohsui Nakahara. Wkrótce udało jej się opublikować kilka krótkich form w gazetach i czasopismach. Po nieudanej próbie otworzenia sklepu ze słodyczami, poświęciła się całkowicie pisarstwu, przyjmując pseudonim Ichiyō. Ten okres jej życia zaowocował ważnym dla japońskiej literatury tytułem Takekurabe (Dorastanie), powieści, która doczekała się późniejszych ekranizacji w 1924 oraz w 1955 roku. Po pierwszym sukcesie, szybko zaczęła tworzyć kolejne książki, w większości opowiadające o życiu codziennym kobiet w Japonii tamtych czasów. W ten sposób powstały takie dzieła, jak: Nigorie (Mętny obraz, 1895), czy Jūsan'ya (Trzynasta noc, 1895). Z czasem jej styl stał się mniej romantyczny i bardziej realistyczny. Być może było to związane z pogarszającą się jej sytuacją finansową.
Ichiyō zmarła na gruźlicę w wieku 24 lat, pozostawiając po sobie dorobek składający się m.in. z kilku tysięcy wierszy, kilku esejów, dwudziestu jeden powieści i wieloczęściowych pamiętników.
Jej wizerunek znajduje się na współczesnym japońskim banknocie 5000 jenów.